# فوكسي (ون بيس)
 فوكسي  هو أحد شخصيات انمي ومانغا ون بيس، وهو كابتن قراصنة فوكسي، ويلقب بالثعلب الفضي فوكسي , وهو أيضا الخصم الرئيسي في احداث الحلبة الطويلة الأرض الطويلة، وأيضا في الانمي الخصم الرئيسي في احداث عودة فوكسي، توجد على رأسع مكافأة قدرها 24.000.000 بيلي.

## البطاقة الشخصية
الاسم باليابانية: フ ォ ク シ ー
الاسم بالأنجليزية: Foxy
الاسم بالعربية: فوكسي
أول ظهور في المانغا: الفصل 305
أول ظهور في الانمي: الحلقة 207
الانتمائات: قراصنة فوكسي
المهنة: كابتن قراصنة، قرصان
يوم الميلاد: 4 أبريل
المكافأة: 24.000.000 بيلي
فاكهة الشيطان: نورو نورو نومي
معناها: البطء
نوعها: باراميسيا

## نبذة عنه
فوكسي رجل لديه كرش لكن يداه وقدماه نحيفتان، ولديه تسريحة شعر فريدة من نوعها، انفه طويل مثل كاكو واوسوب لكن لون انفه احمر، ولديه خصائص تشبه الثعلب، وهو يرتدي بنطال لونه اصفر برتقالي، وموصل لصدره بحمالات، ويرتدي حذاء اسود، وأيضا يرتدي تحت البنطال في المنطقة بين البطن والصدر سروال غريب لونه اخضر مع زخارف تشبه الورق، وأيضا يرتدي قلادة، ولديه معطف طويل ارجواني اللون 

و فوكسي هو شخص ماكر جدا وغشاش، وهو دائما يشارك في مسابقة ديفي باك فايت (قتال عودة ديفي) وهي مسابقة بين الفرق حيث يسرق الفريق الفائز أعضاء الفريق الخاسر، ودائما يفوز فيها فريق قراصنة فوكسي، فوكسي دائما يعتقد بأن مظهره انيق وهو شخص وسيم لكن الحقيقة هي عكس ذلك، وعلى الرغم من ثقته الزائدة بنفسه وشعوره بأنه وسيم وانيق، فوكسي شخص حساس للغاية، وأي كلمات نقد أو إهانة لشكله يصبح في كئابة، وهو دائما ما يفقد توازنه ويسقط على الأرض، ودائما تظهر سحابة سوداء فوقه، وأي كلمات مدح من شخص يذهب كل هذا الاكتئاب، كما فعل اوسوب ونامي عندما يهيناه مرة ويمدحاه مرة، وهو شخصية كوميدية

أيضا فوكسي يكره قراصنة قبعة القش بسبب هزيمتهم له، ويكره لوفي تحديدا لأنه سبب فشله واحراجه

## قوته
فوكسي اكل من فاكهة نورو نورو نومي وهي من نوع الباراميسيا، وهي تعطيه القدرة على إطلاق أشعة (أو موجات) تبطئ اعدائه أو اشياء أخرى، وهي تدوم لمدة 30 ثانية فقط (كما حدث عندما ابطئ قذيفة مدفع وظل يمدح نفسه فوصلت له وانفجرت), ويمكن عكس الشعاع بأشياء مثل المرأة وأيضا تمكن رورونوا زورو من استخدام سيفه لعكسها), وهو دائما يستخدم حيله وقدرة فاكهة الشيطان في الغش، وأيضا يمتلك فوكسي آلة عملاقة تسمى الغوريلا الملاكمة، وهي مفيدة في القتال وتمكنه من حرق الخصم بواسطة لكمة نارية، وأيضا يستخدم فوكسي سوط بواسطة قدرة فاكهة الشيطان تمكنه من تبطيئ أحد أجزاء جسد خصمه كما فعل بمونكي دي لوفي، وبصورة عامة فوكسي شخصية ضعيفة، لكنه يمتلك شجاعة عالية حيث أنه قاتل لوفي بقوة وبواسطة حيله جعل لوفي يتضرر كثيرا واتعبه لدرجة كبيرة وهو لم يخشى خصم مكافأته 100.000.000 بيلي.

## معاركه
- فوكسي ضد نامي، نيكو روبن واوسوب

النتيجة: فوز فوكسي
- فوكسي ضد مونكي دي لوفي

النتيجة: فوز لوفي
- فوكسي وبورتشا ضد مونكي دي لوفي ونامي

النتيجة: فوز لوفي ونامي
- فوكسي ضد باجي المهرج

النتيجة: فوز فوكسي
- فوكسي ضد مونكي دي لوفي، رورونوا زورو، سانجي واوسوب

النتيجة: فوز لوفي، زورو، سانجي واوسوب

## هوامش
اعتبارا من احداث الحلبة الطويلة الأرض الطويلة فوكسي كان لديه 920 انتصار وخسارة واحدة ضد لوفي

يمتلك فوكسي ضحكة خاصة مثل بقية شخصيات ون بيس وهي «فويهفهفهفهفه»

ذكر لوفي فوكسي عندما قامت إميرة الافاعي بوا هانكوك بإطلاق شعاع ميرو ميرو وقد ظن لوفي بأنه شعاع نورو نورو وبالتالي سيصبح بطئا

حتى الآن فوكسي هو الشرير الوحيد الذي لم يظهر سوى مرة واحدة في المانغا، لكنه ظهر في الانمي عدة مرات

في لعبة الفديو ون بيس قراصنة كرنفال، ظهر في اللعبة مسابقة ديفي باك فايت وبما أنه هناك شخصيات عدة لم تظهر فوكسي لم يظهر ولا حتى قراصنته، لكن كان جانغو وقراصنة القطة السوداء في اللعبة هم من يديرون المسابقة مع قدرة جانغو على إطلاق شعاع نورو نورو الخاص بفوكسي

فوكسي حصل المرتبة 56 في إستطلاع اليابان لأكثر شخصية شعبية في ون بيس